# Adolpho Justo Bezerra de Menezes
Adolpho Justo Bezerra de Menezes (* 19. Juli 1910 in Rio de Janeiro; † 1990) war ein brasilianischer Diplomat.

## Leben
Menezes war Bachelor of Laws und der Sozialwissenschaft der Universidade Federal do Rio de Janeiro sowie Geodät des Colegio Militar  Rio de Janeiro.
Von 1954 bis 1956 erhielt er eine Verwendung als Geschäftsträger in Jakarta und wurde dort
vom 18. bis zum 24. April 1955 als Beobachter der Konferenz von Bandung eingesetzt.
In der Zeit vom 9. Februar 1966 bis 14. Juni 1968 wurde Menezes als Botschafter nach Karatschi und vom 1. Januar 1970 bis zum 18. Juli 1975 nach Tunis versetzt.

## Veröffentlichungen
Sein literarisches Werk ist geprägt von einem Sendungsbewusstsein der „katholischen, portugiesischen Rasse“, für das er einen Schulterschluss mit dem autoritären Regime des Estado Novo (Portugal) suchte, welches ihn als Historiker mit dem Großkreuz des Ordens des Infanten Dom Henrique auszeichnete.
- Literatur von und über Adolpho Justo Bezerra de Menezes im Katalog der Deutschen Nationalbibliothek
- A organizacão político-administrativa da União Soviética
- O Brasil E O Mundo Asio-africano, 1960[2]
- Ásia, África e a política independente do Brasil, 1961
- Subdesenvolvimento e política internacional, 1963
- World politics, 1969
- A grande jogada, 1980